# Atheneum Wispelberg
Het Atheneum Wispelberg is een middelbare school in Gent met studierichtingen binnen het algemeen secundair onderwijs. Het behoort tot de scholengroep Artevelde. De Stad Gent is de inrichtende macht. De school telde op 1 februari 2025 769 leerlingen.
De school is genoemd naar haar locatie nabij de Wispelbergstraat, die vlak bij de Coupure en de Theresianenstraat ligt. De schoolgebouwen bevinden zich naast het Casinoplein binnen de kleine Gentse stadsring, waar ooit het Casino van Gent stond.

## Geschiedenis
Door industriële ontwikkelingen aan het einde van de 19e eeuw had men in Gent steeds meer behoefte aan opgeleide mensen. Onderwijs werd hierdoor een belangrijk thema in het beleid van de Stad Gent. Om in de noden te voorzien, bouwde de stad een netwerk van betalende en kosteloze scholen. Maar er was (toen al) plaatsgebrek. In 1869 pleitte de progressief liberale schepen voor onderwijs, Aguste Wagener, ervoor om een tweede betalende jongensschool op te richten, omdat de bestaande school in de Onderstraat overbevolkt was. Op 12 oktober 1872 besliste de gemeenteraad van Gent dat er een tweede betalende jongensschool in de Casinostraat (de vroegere naam van de Wispelbergstraat) mocht komen. In 1882 werden de plannen goedgekeurd. De geraamde kost was 170.000 frank.
In 1888 werd door de katholieke regering de normaalschool voor meisjes afgeschaft. De Stad Gent nam in 1910 het initiatief om een stedelijke normaalschool op te richten door de lage instroom van Gentse meisjes aan de normaalschool van Brugge. Hiervoor werd een groot gebouw in de Casinostraat nr. 8 aangekocht. Het boek Hoe schoon was mijn school van Johan Daisne speelt zich in dit schoolgebouw af. Hij vertelt over het leven binnen de schoolmuren. Daisne gaf tot 1961 enkele uurtjes Duits in de Stedelijke Normaalschool. Tot aan zijn overlijden in 1978 gaf hij bij elke proclamatie een prijs voor het schoolvak Duits in het Atheneum.
De huidige school is in 1972 opgericht. Het bestond uit een lagere school, een middelbare school en een normaalschool. Vandaag is het enkel nog een middelbare school. Waar nu het B-gebouw staat van architect Stéphane Beel stond in de jaren '70 van de twintigste eeuw de oefenschool. In de jaren '70 werden de normaalscholen van het secundair onderwijs afgesplitst onder het vernieuwd secundair onderwijs. In 1972 kwamen er twee instituten: het Stedelijk Instituut voor Lager Secundair Onderwijs (SILSO) en het Stedelijk Instituut voor Hoger Secundair Onderwijs (SIHSO).
Onder onderwijsschepen Piet Van Eeckhaut kwam in 1978 de hervorming tot 'Middenschool 2' en 'Stedelijk Atheneum Gent'. Onder impuls van directeur Maurice Caron kreeg de school de uil als symbool, die doorheen de jaren wat van stijl veranderde. Vanaf september 1994 vormde de middenschool een pedagogische eenheid met de bovenbouw.
In 2011 telde de school ongeveer 700 leerlingen.
In 2021-2022 telde Atheneum Wispelberg 1051 leerlingen 

## Schoolgebouwen
In de jaren 1980 kwam de eerste nieuwbouw op de kruising Wispelbergstraat-Theresianenstraat, waar rond 2011 250 leerlingen van de eerste graad zaten. Begin jaren 1990 werd er een nieuw gebouw gebouwd halfweg de Wispelbergstraat. In 2011 kwam er een energiezuinige nieuwbouw bij met in de fietsenkelder plaats voor 320 fietsen. Rond 2015 kwam er een nieuwe sportzaal achter een bestaande gevel.
In 2017 werd een nieuwbouw geopend, ontworpen door de Gentse architect Stéphane Beel.
Anno 2025 telt de school 5 lesgebouwen:
- A (1e graad)
- B (van architect Stéphane Beel, met centrale administratie en een sportzaal)
- C (2e en 3e graad, voor alfawetenschappen)
- D (2e en 3e graad, voor betawetenschappen),
- E (artistiek atelier en humane wetenschappen).

De school heeft 3 sportzalen en 1 danszaal.

## Aangrenzende campussen
- de voormalige Faculteit Diergeneeskunde van de Universiteit Gent, tegenwoordig gebruikt door Tectura GO!.
- Klooster van de ongeschoeide karmelietessen
- Hoger Technisch Instituut Sint Antonius

## Bekende oud-leraars
- Eliane Van Alboom behoorde tot het lerarenkorps en gaf er Nederlands en Engels.

## Bekende oud-leerlingen
- Regine Clauwaert
- Hans Vandeweghe
- Martine De Regge
- Boris Van Severen
- Tim Brys
- Murielle Scherre
- Anemone Valcke
- Joëlle Dubois
- Onno Vandewalle
- Charlotte Adigéry
- Margot De Ridder